# Igor Diogo Moreira Araújo
Igor Diogo Moreira Araújo (sinh ngày 4 tháng 2 năm 1987 ở Felgueiras) là một cầu thủ bóng đá người Bồ Đào Nha thi đấu cho S.C. Covilhã ở vị trí thủ môn.